# Haydn Quartet
The Haydn Quartet era uno dei quartetti più popolari tra quelli che hanno eseguito delle registrazioni nel primo ventennio del XX secolo.
Originalmente Samuel Holland Rous (conosciuto come S. H. Dudley) formò un quartetto vocale nel 1896 per registrare negli studi della Edison. Dopo aver sostituito i due cantanti tenori il quartetto prese il nome di "Edison Quartet". Il nome Haydn Quartet venne usato per permettere loro di registrare in altri studi. Il nome Haydn era un omaggio al compositore classico; venne poi modificato in Hayden, che rifletteva il modo nel quale era pronunciato.
Registrando sia a cappella che con alcune delle maggiori star del periodo, inclusi Billy Murray e Corinne Morgan, sono stati uno dei più importanti eventi del primo decennio del XX secolo. Essi produssero diversi successi negli USA, compresi brani memorabili come Bring Back My Bonnie to Me (1901), Sunbonnet Sue (1908), e By the Light of the Silvery Moon (1910).

## Formazione
Dal 1898 per tutto il periodo della loro popolarità la formazione era:
- John Bieling — Tenore
- Harry Macdonough — Tenore
- S. H. Dudley — Baritono
- William F. Hooley — Basso